# PEOPLEnet
PEOPLEnet – ukraiński operator telefonii komórkowej CDMA. Jego właścicielem jest przedsiębiorstwo Telesystemy Ukrajiny z siedzibą w Dnieprze.